# 河南府路
河南府路，元朝时设置的路。
唐朝开元元年（713年），改洛州为河南府，元朝改为河南府路，治所在洛阳县（今河南省洛阳市），属河南江北行省直辖。辖境相当今河南省黄河以南登封市以西，潼关以东，伊川县、卢氏县以北等地区。下辖洛阳县、陕州陕县、登封县、巩县、新安县、孟津县、永宁县、渑池县、灵宝县等州县。明朝洪武元年（1368年），重新改为河南府。1913年废除河南府。